# 岡山県立岡山大安寺中等教育学校
岡山県立岡山大安寺中等教育学校（おかやまけんりつ おかやまだいあんじちゅうとうきょういくがっこう、Okayama Prefectural Okayama Daianji Secondary School）は、岡山県岡山市北区北長瀬本町にある県立中等教育学校。

## 概要
岡山県立岡山大安寺中等教育学校は、2010年（平成22年）4月に開校した、岡山県下初の中等教育学校である。中学校に該当する前期3年・高等学校に該当する後期3年について一貫教育を行っており、後期課程への外部からの入学はない。
校名は、同校所在地が大和大安寺の荘の寺領だったことにちなんで名づけられた。
当初、前身校である岡山大安寺高校内に併設する形で設置され、1期生が入学する2010年4月から大安寺高校在学生の卒業する2015年3月まで、大安寺高校と敷地を共用していた。
- 校是
  - 師弟同行
  - 授業第一
  - 五時下校

校是『五時下校』により、特に用事のない生徒（部活動未加入生徒）に対しては午後5時までの下校を原則としている。また、部活動入部生徒の最終下校時刻は、夏期（2月1日～10月31日）は午後6時、冬期（11月1日～1月31日）は午後5時30分としている。
- 校章

校章は、桜をモチーフとしていた岡山大安寺高等学校の校章を引き継ぎ、その中に「大安寺」のアルファベットの頭文字「D」をデザイン化して取り込んでいる。桜花の五弁は、校名頭字の「大」を表わし、上下左右にひろがる花弁は、自主独立の気概、積極進取の抱負、気宇広大の面目を象徴させている。
- 校歌

岡山県立岡山大安寺中等教育学校校歌（外部リンク）
作詞は岡山大安寺高等学校の初代校長の川端清、作曲は寺岡宏治による。

3番まであり、各番に「白鷺」や「笹ヶ瀬の水」、「古き御寺（=南都大安寺）の田荘」、「紫紺」など、学校を象徴する内容の歌詞が含まれている。現在の1番の歌詞のうち「～命の春の六年（むとせ）鍛へん」の部分は、岡山大安寺高等学校時代は「～命の春の三年（みとせ）鍛へん」であった。
- 制服

冬服　男子：詰襟、女子：セーラー服
夏服　男子：ワイシャツ、女子：セーラー服
※男子のワイシャツ（半袖）や、女子のセーラー服は学校独自のものである。

## 教育

### 教育方針
- 高い志を抱き、パイオニア精神を持って、自らの進路を切り拓く人間の育成
- 自他を敬愛する心や協調の精神を持って、社会に積極的に貢献する人間の育成
- 豊かな教養と品性を備え、自立心を持って、国際社会を生き抜く人間の育成

### 教育の特色
- 45分7時限授業
- 先行学習
  - 後期課程の教科目の一部を前期課程で学習
  - 中等5年生（高校2年生）段階で高校3年間で学ぶ内容をほぼ修了
- 学校設定教科目による学習の深化
  - 探究の科学、コミュニケーション、スピーキングイングリッシュ（SE）、ハイパー教科目等、特色ある教科目を設置
- 安心のサポート体制
  - 学習相談や教育相談、個別指導等

### DAIANJIプロジェクト
学校設定教科目の学習や三つの体験領域の活動など、身に付けた知識を生かし深化させる場面を設定し、行動力、実践力、課題解決能力を備えた「たくましい人間力」の育成を目標としている。
- ［知の体験］

ディベートやテーマ学習を通して、知識を一層深め、知識を生かした思考力の育成を目指す。
- ［未来体験］

ジョブシャドウイング、大学研究、プロフェッショナル講義等と関連付けたキャリア教育（JUMPプラン）により、自らの将来について深く研究する。
- ［心と体の体験］

地域奉仕活動や、異学年交流等を通して、豊かな心を育むとともに、協調性や困難に挑む強い心と体を育成する。

## 沿革

### 略歴
2009年、それまでの岡山大安寺高等学校の後継となる形で岡山大安寺中等教育学校が設立され、2010年4月より生徒を受け入れている。

### 年表
- 2009年（平成21年）
  - 4月1日 - 岡山県立新設中等教育学校開校準備事務局を岡山大安寺高等学校内に設置
  - 4月6日 - 岡山県立新設中等教育学校開校準備事務局開所式
  - 9月30日 - 岡山県立中等教育学校設置条例公布
  - 12月1日 - 岡山県立岡山大安寺中等教育学校設置
- 2010年（平成22年）
  - 4月8日 - 第1回入学式挙行
  - 5月20日 - 開校記念式挙行
  - 10月29日 - 小体育館大規模改造工事竣工
- 2012年（平成24年）
  - 3月5日 - 管理棟改築工事竣工
  - 7月7日 - 中庭（白鷺広場）整備竣工
  - 11月2日 - 武道場耐震補強工事竣工
- 2015年（平成27年）
  - 3月2日 - 前身となる岡山大安寺高等学校が閉校

## 基礎データ

### 所在地
- 岡山県岡山市北区北長瀬本町19番34号

### アクセス
- JR山陽本線・伯備線：北長瀬駅から徒歩7分
- JR桃太郎線：大安寺駅から徒歩15分
- 両備・岡電・下電バス：中仙道停留所
- 両備・岡電・下電バス：北長瀬駅前停留所
- 岡電バス：西署前停留所

### 設備・施設
第1棟（管理棟）と、生徒が使用する第2棟、第3棟から成り、令和３年度以前は第2棟に後期課程のクラスがあり、第3棟に前期課程のクラスがあるという運用であったが、令和４年年度以降に変更された
- 普通教室
  - 全教室に冷暖房完備。
  - 各教室に、インタラクティブ（電子黒板）機能付きのプロジェクターを配備。
- 特別教室
  - コミュニケーション教室
  - LL教室
  - 多目的教室
  - コンピューター教室
- その他
  - 管理棟（第一棟）にエレベーターが一基ある。
  - 校門から正面玄関にかけて点字ブロックがある。
  - 正面玄関と保健室前、体育館入り口にスロープが設置されている。
  - 各棟にウォータークーラーが設置されている

- - 食堂前に自動販売機がある。
  - 正門横に郵便ポストが設置されている。
    - 正門向かいに交友会館が設置されており、一階にて自習が可能である。

## 学校行事
- 4月 - 入学式・学習オリエンテーション・オリエンテーションキャンプ（1年）
- 5月 - 長距離ウォーク（2・5年）
- 6月 - 春季球技大会
- 7月 - 水泳教室（1年）・夏季補習
- 8月 - 実力養成講座・夏季補習
- 9月 - 白鷺祭・生徒会役員選挙
- 10月 - 授業参観・学校懇談会
- 11月 - ジョブシャドウイング（1年）・職場体験学習（2年）・創立記念式典および行事
- 12月 - 冬季球技大会
- 1月 - 入学者選抜・百人一首大会（1・2年）
- 2月 -
- 3月 - 卒業式・オーストラリア海外研修（3年）・関西キャリア研修（4年）・広島研修（2年）・勉強合宿（5年）

## 部活動

### 運動部
- 軟式野球部（前期課程のみ）（男子）
- 硬式野球部（後期課程のみ）（男子）
- 陸上競技部
- バスケットボール部（女子）
- フェンシング部
- 柔道部
- サッカー部（男子）
- ソフトテニス部
- バレーボール部（女子）
- 卓球部
- 弓道部（後期課程のみ）
- 剣道部

### 文化部
- 吹奏楽部
- ディベート部
- サイエンス部
- メディア部
- ESS部
- 茶道部
- 美術部
- 書道部
- 華道部
- 囲碁・将棋部

## 著名な出身者

### 芸術家
- 浅田掟(イラストレーター)

### スポーツ
- 井狩裕貴（競泳選手、2020年東京オリンピック日本代表）